# 10126 Lärbro
10126 Lärbro är en asteroid i huvudbältet som upptäcktes den 21 mars 1993 i samband med det svenska projektet UESAC. Den fick den preliminära beteckningen 1993 FW24 och namngavs senare efter tätorten Lärbro belägen på norra delen av Gotland ungefär 10 km norr om Slite.
Lärbros senaste periheliepassage skedde den 10 maj 2020. [Uppdatering behövs]